# پومرین (آریزونا)
پومرین (به انگلیسی: Pomerene) یک منطقهٔ مسکونی در ایالات متحده آمریکا است که در شهرستان کوچیز، آریزونا واقع شده‌است. پومرین ۱۴۰ نفر جمعیت دارد و ۱٬۰۷۹٫۹۲ متر بالاتر از سطح دریا واقع شده‌است.